# Kossych
Kossych (ukrainisch Косих; russisch Косых/Kossych) ist ein Dorf in der Ukraine.

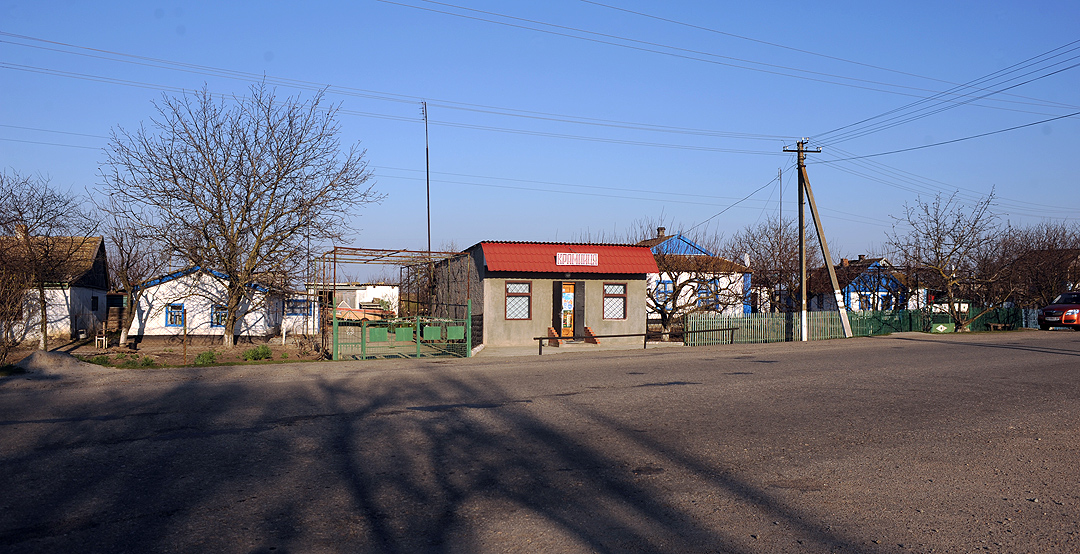
Geschäft im Ort

Der Ort, welcher 1809 gegründet wurde, liegt im Rajon Melitopol in der Oblast Saporischschja, auf einer Landzunge zwischen Molotschna-Liman und Utljuk-Liman.
Am 3. Juli 2017 wurde das Dorf ein Teil der neugegründeten Siedlungsgemeinde Kyryliwka, bis dahin war es ein Teil der Landratsgemeinde Ochrimiwka im Süden des Rajons Jakymiwka.
Seit dem 17. Juli 2020 ist sie ein Teil des Rajons Melitopol.